# Michael E. Phelps
Michael E. Phelps  (* 24. August 1939 in Cleveland, Ohio) ist ein US-amerikanischer Mathematiker und Chemiker und gilt als einer der Väter der Positronen-Emissions-Tomographie (PET).
Phelps schloss 1965 sein Studium der Mathematik und der Chemie an der Western Washington University mit dem Bachelor ab. 1970 promovierte er an der Washington University in St. Louis in Chemie. Seine wissenschaftliche Karriere begann er an der Washington University Medical School (1970 bis 1975). Von 1975 bis 1976 war Phelps an der University of Pennsylvania in Philadelphia tätig.
Er ist Norton Simon Professor und leitet das UCLA Department of Molecular and Medical Pharmacology der University of California, Los Angeles, wo er seit 1976 tätig ist. Er forscht aktiv auf verschiedenen medizinischen Fachgebieten. Darüber hinaus ist er Direktor des Crump Institute for Molecular Imaging, Professor für Biomathematik, Direktor des Institute for Molecular Medicine und Leiter der Abteilung Nuklearmedizin.
Phelps erhielt eine Vielzahl von wissenschaftlichen Ehrungen, darunter 1987 den Rosenthal Foundation Award des American College of Physicians, den George Von Hevesy Prize (zweimal) von der Von Hevesy Foundation, 1984 den Sarah L. Poiley Memorial Award der New York Academy of Sciences, 1983 den Paul Aebersold Award der Society of Nuclear Medicine, bekam 1998 den Enrico-Fermi-Preis, wurde 1999 in die National Academy of Sciences gewählt und erhielt 1991 den Pasarow Award, 2001 den Charles F. Kettering Prize der General Motors Cancer Research Foundation sowie 2007 den Massry-Preis.
Er veröffentlichte über 520 wissenschaftliche Arbeiten.
Der erste Positronen-Emissions-Tomograph wurde im Januar 1974 fertiggestellt. Die Ergebnisse seiner Arbeit veröffentlichte er 1975 zusammen mit dem anderen „Vater“ der PET, Michel Ter-Pogossian. Ebenso war Phelps bei der Herstellung des ersten kommerziellen PET-Systems beteiligt, das an die Universität von Kalifornien im Dezember 1976 ausgeliefert wurde.